# Пракашадарман
Пракашадарман (Пракашадхарма) (д/н — 515) — 6-й сенапаті Малви у 490—515 роках. Вів вдалі війни проти алхон-гунів.

## Життєпис
Походив з Другої династії Авлікара. Його дід Вібхішанавардхана, скориставшись занепадам Гуптської імперії, став незалежним правителем Малви. Син сенапаті Радж'явардани. Перший письмовий запис про нього відноситься до 490 року. Але рік початку панування на тепер ще достеменно не встановлено.
Пракашадхарма очолив спротив алхон-гунам на чолі із Тораманою, якому 510 року (за іншою версією 515 року) завдав тяжкої поразки, заховивши його табір і гарем. За цим прийняв почесний титул «шрі». Значна здобич дозволила посилити політичний вплив та почати масштабне будівництво. За наказом Пракашадармана було здійснено будівництво резервуара «Вібхішанавардхана» та храму Шиви в Рістхалі (поблизу сучасного міста Сітамау) раджастаньєю (на кшталт віцекороля) Бхагаваддошею. Він також побудував храм, присвячений Брахмі в Дашапурі.
Ймовірно в останні роки боровся проти Вайнягупти та династії Гауді в Центральній Індії. Помер 515 року. Йому спадкував син Яшодарман.